# Лопес, Иларио
Ила́рио Ло́пес Гарси́я (исп. Hilario López García, 18 ноября 1907, Гвадалахара — 17 июня 1965) — мексиканский футболист, нападающий, участник чемпионата мира 1930 года.

## Биография
Иларио Лопес дебютировал в 1927 году в клубе «Депортиво Насьональ» в родной Гвадалахаре. Год спустя он перешёл в только сформированный клуб «Марте», который тогда носил название «Герра и Марина». Там он приобрёл известность и удачной игрой заслужил приглашение в сборную Мексики, отправившуюся в 1930 году на первый чемпионат мира в Уругвай. В Монтевидео Лопес выходил на поле в трёх играх и сыграл все 270 минут, отведённые мексиканцам на этом турнире. В первом матче турнира против французов в столкновении с Лопесом уже в середине первого тайма получил травму французский голкипер Тепо, из-за чего в ворота вынужден был встать полузащитник Шантрель.
После чемпионата мира 1930 Иларио Лопес защищал цвета клуба «Некакса». На отборочные игры к следующему чемпионату мира он не призывался, но принял участие в Играх Центральной Америки и Карибского бассейна 1935, где в 5 играх отметился 9 забитыми мячами. Мексиканцы уверенно заняли первое место.
В период с 1935 по 1937 гг. Лопес трижды подряд становился лучшим бомбардиром Первой мексиканской футбольной лиги.
| Матчи и голы Иларио Лопеса за сборную Мексики | Матчи и голы Иларио Лопеса за сборную Мексики | Матчи и голы Иларио Лопеса за сборную Мексики | Матчи и голы Иларио Лопеса за сборную Мексики | Матчи и голы Иларио Лопеса за сборную Мексики | Матчи и голы Иларио Лопеса за сборную Мексики | Матчи и голы Иларио Лопеса за сборную Мексики       |
| --------------------------------------------- | --------------------------------------------- | --------------------------------------------- | --------------------------------------------- | --------------------------------------------- | --------------------------------------------- | --------------------------------------------------- |
| №                                             | Дата                                          | Место проведения                              | Соперник                                      | Счёт                                          | Голы                                          | Турнир                                              |
| 1                                             | 13 июля 1930                                  | Монтевидео, Уругвай                           | Франция                                       | 1:4                                           | -                                             | Чемпионат мира 1930                                 |
| 2                                             | 16 июля 1930                                  | Монтевидео, Уругвай                           | Чили                                          | 0:3                                           | -                                             | Чемпионат мира 1930                                 |
| 3                                             | 19 июля 1930                                  | Монтевидео, Уругвай                           | Аргентина                                     | 3:6                                           | -                                             | Чемпионат мира 1930                                 |
| 4                                             | 27 марта 1935                                 | Сан-Сальвадор, Сальвадор                      | Сальвадор                                     | 8:1                                           | 2                                             | Игры Центральной Америки и Карибского бассейна 1935 |
| 5                                             | 28 марта 1935                                 | Сан-Сальвадор, Сальвадор                      | Гватемала                                     | 5:1                                           | 2                                             | Игры Центральной Америки и Карибского бассейна 1935 |
| 6                                             | 30 марта 1935                                 | Сан-Сальвадор, Сальвадор                      | Куба                                          | 6:1                                           | 2                                             | Игры Центральной Америки и Карибского бассейна 1935 |
| 7                                             | 1 апреля 1935                                 | Сан-Сальвадор, Сальвадор                      | Гондурас                                      | 8:2                                           | 3                                             | Игры Центральной Америки и Карибского бассейна 1935 |
| 8                                             | 2 апреля 1935                                 | Сан-Сальвадор, Сальвадор                      | Коста-Рика                                    | 2:0                                           | -                                             | Игры Центральной Америки и Карибского бассейна 1935 |

Итого: 8 матчей / 9 голов; 5 побед, 0 ничьих, 3 поражения.